# Puccinia angelicae
Puccinia angelicae är en svampart som först beskrevs av Heinrich Christian Friedrich Schumacher, och fick sitt nu gällande namn av Karl Wilhelm Gottlieb Leopold Fuckel 1870. Puccinia angelicae ingår i släktet Puccinia och familjen Pucciniaceae.   Inga underarter finns listade i Catalogue of Life.